# Regione di Scenic Rim
La regione di Scenic Rim è una Local Government Area che si trova nel Queensland. Essa si estende su una superficie di 4.256 chilometri quadrati e ha una popolazione di 36.456 abitanti. La sede del consiglio si trova a Beaudesert.